# Dorothée Menzner

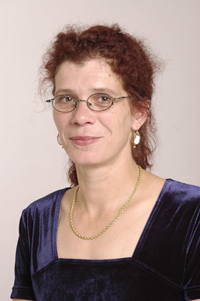
Dorothée Menzner (2005)

Dorothée Luise Menzner geb. Katz (* 14. September 1965 in Darmstadt) ist eine deutsche Politikerin (Bündnis 90/Die Grünen, bis 2021 Die Linke/PDS). Sie war von 1998 bis 2006 Landesvorsitzende der Partei des Demokratischen Sozialismus in Niedersachsen und von 2005 bis 2013 für ihre Partei Mitglied des Deutschen Bundestages.

## Leben und Beruf
Nach dem Abitur 1985 absolvierte Dorothée Menzner zunächst ein soziales Jahr in einem Heim für geistig und mehrfach Behinderte und begann 1986 ein Studium der Wirtschaftswissenschaften an der Universität Hannover. Nach dem Vordiplom wechselte sie das Studienfach und begann ein Studium der Architektur, welches sie 1996 als Diplom-Ingenieurin beendete.
Von 1999 bis 2002 war sie Mitarbeiterin der PDS-Bundestagsfraktion und nach deren Ausscheiden aus dem Bundestag zunächst arbeitslos. Von Herbst 2003 bis Sommer 2005 war sie selbständig tätig. Von 2005 bis 2013 war Dorothée Menzner Mitglied des Deutschen Bundestages. Seit 2012 ist sie freiberuflich als Publizistin und Filmproduzentin tätig. 2012 produzierte sie den Film Hibakusha – Reise auf die Insel des Glücks über Japan ein Jahr nach der Katastrophe von Fukushima.
Nach dem Bundestagsmandat machte sich Dorothée Menzner als rechtliche Betreuerin selbständig. Von 2015 bis 2018 studierte sie berufsbegleitend erneut und schloss das Studium „Betreuung und Vormundschaft“ im November 2018 mit dem Bachelor ab.
Dorothée Menzner ist verwitwet und hat einen Sohn.

## Politik
In ihrer Jugend war Dorothée Menzner vor allem in der kirchlichen Jugend- und Behindertenarbeit engagiert. 1994 wurde sie Mitglied der PDS.
Von 1995 bis 1998 gehörte sie dem PDS-Kreisvorstand Hannover und daneben von 1995 bis 1996 dem Bundesparteirat an. Von 1997 bis 2000, 2002 bis 2003 sowie von 2004 bis 2006 war sie Mitglied des Bundesvorstandes der PDS. 2003 bis 2005 gehörte sie außerdem dem SprecherInnenrat des Geraer Dialogs an.
Dorothée Menzner war von 1998 bis 2006 Landesvorsitzende der PDS in Niedersachsen und gehörte dem Landesvorstand von 2006 bis 2010 weiterhin als Beisitzerin an.
Von 2005 bis 2013 war Dorothée Menzner Mitglied des Deutschen Bundestages. Hier war sie in der 16. Legislaturperiode verkehrspolitische Sprecherin der Linksfraktion, in der 17. Legislaturperiode energiepolitische Sprecherin der Fraktion Die Linke. Sie war jeweils über die Landesliste Niedersachsen in den Bundestag eingezogen.
Menzner begründete ihren Parteiaustritt 2021 damit, dass der ehemalige Parteivorsitzende Klaus Ernst zum Vorsitzenden des Bundestagsausschusses für Klimaschutz und Energie gewählt wurde. Seit Frühjahr 2023 ist sie Mitglied von Bündnis 90/Die Grünen. Im November 2023 erklärte sie im nd, dass sie sich einen Wiedereintritt in Die Linke vorstellen könne.
Sie ist – Stand 2008 – Mitglied in der Vereinigung der Verfolgten des Naziregimes – Bund der Antifaschistinnen und Antifaschisten (VVN-BdA) und Delegierte im Bundeskongress.